# West Plains (Missouri)
West Plains ist eine Stadt innerhalb des US-Bundesstaates Missouri und der Verwaltungssitz des Howell County. Gemäß Volkszählung aus dem Jahr 2020 hatte die Stadt 12.184 Einwohner.

## Geschichte
Die Geschichte von West Plains lässt sich bis ins Jahr 1832 zurückverfolgen, als der Siedler Josiah Howell (nach dem das Howell County benannt ist) die erste Siedlung in der als Howell Valley bekannten Region gründete. West Plains wurde so genannt, weil die Siedlung auf einer Prärie in westlicher Richtung von der nächstgelegenen Stadt, Thomasville, lag. Die Lage von West Plains führte aufgrund der Nähe zur damaligen Grenze zwischen der Union und der Konföderation zu nahezu ständigen Konflikten. West Plains wurde größtenteils niedergebrannt, und das gesamte Howell County wurde verwüstet. In West Plains oder Howell County kam es zu keinen größeren Schlachten, aber ein Großteil der Verwüstungen war auf einen ständigen Guerillakrieg zurückzuführen.

## Demografie
Nach der Volkszählung von 2020 leben in West Plains 12.184 Menschen. Die Bevölkerung teilt sich im Jahr 2019 auf in 96,9 % Weiße, 0,2 % Afroamerikaner, 0,7 % amerikanische Ureinwohner, 0,3 % Asiaten, 2,0 % mit zwei oder mehr Ethnizitäten. Hispanics oder Latinos aller Ethnien machten 1,6 % der Bevölkerung aus. Das mittlere Haushaltseinkommen lag bei 36.865 US-Dollar und die Armutsquote bei 27,6 %.

## Verkehr
Das Gebiet von West Plains wird von der U.S. Route 63 erschlossen, die am westlichen und südlichen Rand der Stadt entlangführt. Mit dem West Plains Regional Airport befindet sich hier auch ein Regionalflughafen.

## Söhne und Töchter der Stadt
- Dick Van Dyke (* 1925), Fernseh- und Filmschauspieler
- Porter Wagoner (1927–2007), Country-Sänger